# Convention de Vienne sur le droit des traités
Pour les articles homonymes, voir Convention de Vienne.
Lire en ligne

Convention de Vienne sur le site officiel de l'ONU

La convention de Vienne sur le droit des traités  de 1969 codifie les traités et les relations internationales juridiques entre les États. N'étant pas rétroactive, elle n'est pas appliquée pour les traités précédents, mais doit être respectée entre les États parties.

## Adoption de la convention
La convention est rédigée par la Commission du droit international et adoptée par soixante-dix-neuf des membres présents, contre dix-neuf abstentions (dont les pays du bloc de l'Est) et un vote contre (la France). Elle a donc été adoptée par l'Assemblée générale des Nations unies le 23 mai 1969, et est entrée en vigueur le 27 janvier 1980. Depuis son adoption, il a fallu attendre que trente-cinq États consentent à être liés à cette convention internationale pour qu'elle entre en vigueur.

## Contenu
Il s'agit d'un traité-loi qui a codifié les coutumes internationales en matière de traités entre États, et qui a aussi développé le droit. Son article 14 définit la ratification, son article 26 définit pacta sunt servanda, son article 53 définit le "jus cogens" et son article 62 déclare le changement fondamental de circonstances. C'est en raison de cet article que la France n'a pas souhaité adopter cette convention bien qu'elle l'applique malgré tout.
La convention fournit essentiellement des règles supplétives puisque chaque traité peut établir son propre régime juridique.
La Convention de Vienne sur le droit des traités ne s'applique qu'aux traités conclus entre États et qu'aux traités écrits seulement.
Ainsi un Retrait d'un traité peut dans certains cas se faire selon cette convention ou selon des modalités propre au traité.
L'article 34 indique la manière dont un état est lié : " Un traité ne crée ni obligation ni droit pour un État tiers sans son consentement ".
La version la plus récente de la convention publiée par l'Organisation des Nations unies, qui inclut les plus récents signataires est la version de 2005.

## Sources
- (fr) Convention de Vienne sur le droit des traités - ONU, 23 mai 1969 [PDF]
- (fr) Projet d'articles et commentaires, commission du droit international, 18e session - ONU, 1966 [PDF]